# Pompeio Aldrovandi
Pompeio Aldrovandi, italijanski rimskokatoliški duhovnik, škof in kardinal, * 23. september 1668, Bologna, † 6. januar 1752.

## Življenjepis
5. oktobra 1710 je prejel duhovniško posvečenje.
5. oktobra 1716 je bil imenovan za naslovnega nadškofa Neocaesarea in Ponto; 11. oktobra istega leta je prejel škofovsko posvečenje.
2. januarja 1717 je bil imenovan za apostolskega nuncija v Španiji.
23. marca 1729 je bil imenovan za naslovnega patriarha Jeruzalema.
24. marca 1734 je bil povzdignjen v kardinala in imenovan za kardinal-duhovnika S. Eusebio.
9. julija 1734 je bil imenovan za nadškofa (osebni naziv) škofije Montefiascona.